# Sid Meier’s Civilization: Beyond Earth
Sid Meier's Civilization: Beyond Earth  (рус. Цивилизация Сида Мейера: За пределами Земли) — пошаговая 4X-глобальная стратегия, разработанная американской компанией Firaxis Games. Выпуск состоялся 24 октября 2014 года. Игра принадлежит серии Civilization, являясь последователем Sid Meier’s Alpha Centauri.

## Обзор

### Экспедиции (фракции)
Игрок может выбрать одну из восьми экспедиций, посланных на планету.
- Американская Переселенческая Корпорация (по сюжету, представляет США; лидер — Сюзанна Марджори Филдинг; главная колония — Централ; преимущество в шпионаже)
- Бразилия (лидер — Режинальдо Леонардо Педро Боливар де Аленсар-Арарипе; главная колония — Цитадель; преимущество в войсках ближнего боя)
- Франко-Иберия (объединяет Западную Европу и Северную Африку; лидер — Элоди; главная колония — Ле-Кер; фокус на культуру и добродетели; получает бесплатную добродетель за каждые десять добродетелей)
- Кавитанский протекторат (Индийский субконтинент; лидер — Кавита Такур; главная колония — Мандира; преимущество в росте населения и культуре)
- Паназиатский кооператив (возникло как «объединение гигантских прибрежных городов» Восточной Азии; лидер — Даоминь Сочуа; главная колония — Тяньгун; преимущество в скорости производства)
- Народный Африканский Союз (Тропическая Африка; лидер — Саматар Джама Барре; главная колония — Маган; преимущество в росте населения и здоровье)
- Полистралия (Юго-Восточная Азия, Австралия и Океания; лидер — Хутама; главная колония — Фриленд; преимущество в двух дополнительных торговых путях)
- Славянский Союз (Восточная Европа и Северная Азия; лидер — Вадим Петрович Козлов; главная колония — Храброград; преимущество в длительности пребывания спутников на орбите и одной бесплатной технологии)

### Игровая механика
Игра имеет пошаговый режим и шестиугольную карту, и идея игры заключается в создании городов, развитии цивилизации, наличия лидеров, строительства улучшений, изучения технологий.
В отличие от Sid Meier’s Civilization V игрок выбирает не одну из исторических империй. В начале Beyond Earth игрок принимает определённые решения (например, какая организация финансировала экспедицию, какой космический корабль доставил колонистов на планету, кого и что они привезли с собой), которые создают уникальную цивилизацию и оказывают сильное влияние на дальнейшую игру.
В то же время изначальный уровень технологий не очень отличается от современного в реальности, несмотря на разницу в несколько сотен лет. Согласно разработчикам, Земля пережила катастрофу под названием Великая ошибка (ролик игры показывает затопленные Египетские пирамиды), и только к началу игры земная цивилизация дошла до необходимого уровня, чтобы послать экспедиции на другую планету. Также фракция игрока получает небольшую фору в несколько ходов, прежде чем на планету высаживаются конкуренты.

#### Энергетика и производство
Вместо денег в Beyond Earth ввели понятие энергии. Энергия необходима для содержания юнитов, многих зданий, покупки новых клеток территории. Увеличение выработки энергии достигается строительством некоторых зданий и объектов, чудес, улучшением клеток рабочими. Также энергию можно покупать у других лидеров.
Кроме этого есть понятие производства. Оно тоже выражается в очках и влияет на то, что и как скоро можно построить в городе (так, например, многие чудеса требуют очень большого производственного потенциала, отчего их строительство может занимать десятки ходов). Увеличение производительности достигается также строительством некоторых зданий и чудес, и, конечно, соответствующим улучшением территории рабочими.

#### Пища и здоровье
Рост численности населения возможен только благодаря накоплению достаточного количества пищи. Для этого также нужно строить объекты в городах (такие как, например, ботанический сад), чудеса и улучшать территорию.
В игре присутствует и понятие здоровья, которое заменило собой уровень недовольства населения, присутствовавший в Civilization V. От уровня здоровья населения зависят все остальные сферы развития колонии: энергетика, производство, наука, культура. Если уровень здоровья отрицательный, рост общества серьёзно замедляется. Для поддержания здоровья нужно строить в городах соответствующие здания (больницы, клеточные инкубаторы и др.), создавать чудеса.

#### Наука и технологии
Разработчики отказались от линейного «технологического дерева», сделав упор на свободный выбор направлений развития игроками. «Паутина» технологий на ранних этапах игры довольно сильно разносит игроков в разных направлениях, но, следует отметить, на поздних этапах игры разница в развитии технологий среди игроков практически отсутствует. При этом сравнение технологической сети с деревом в терминологии самой игры сохраняется: сеть состоит из связанных между собой основных технологий (ветвей), а у каждой такой ветви есть дочерние технологии (листья).
Для исследования технологий требуются очки науки, которые естественным образом вырабатываются каждой колонией и увеличиваются с помощью строительства определённых зданий и чудес. Также очки науки можно покупать у других лидеров в ходе дипломатических сделок или получать бонусом за выполнение некоторых заданий и освоения некоторых направлений культурного развития.

#### Культура и направления развития
В игре существует понятие культуры. Очки культуры требуются для развития городов и всей колонии. Всего в игре существует четыре направления культурного развития: «Сила» (фокусируется на военной мощи и универсализации), «Процветание» (фокусируется на росте и экспансии), «Знание» (фокусируется на научных и культурных изысканиях) и «Промышленность» (фокусируется на продуктивности и экономике). Освоение каждого направления достигается накоплением определённого уровня культуры и влияет на соответствующие сферы жизни колонии, а также даёт некоторые бонусы. Накопление очков культуры можно увеличивать путём строительства некоторых зданий и чудес.

#### Стратегические ресурсы
Как и предыдущих играх серии, в Beyond Earth существует понятие стратегических ресурсов, которые можно добывать, создав определённое улучшение на своей территории с помощью рабочего. Эти ресурсы необходимы как для строительства некоторых зданий в городах, так и для создания определённых боевых подразделений, а также способствуют развитию экономики и могут быть предметом дипломатических соглашений. Всего существует 6 видов таких ресурсов: нефть, геотермальный источник, титан, ксеномасса, антигравий, фираксит.

#### Юниты
Юнитами в игре называются все объекты, способные передвигаться по карте. Создаются юниты в городах. Базово юниты подразделяются на небоевые, боевые, орбитальные. Небоевые юниты, как следует из названия, не могут вести бой (атаковать или обороняться) и очень уязвимы для врагов; к ним относятся рабочие, поселенцы, торговые конвои и торговые суда. Боевые юниты — это все армейские подразделения и исследователи (последние крайне слабы, поэтому для военных действий не годятся, зато очень полезны для исследования различных объектов и местностей на карте). Орбитальные юниты — спутники различного назначения (в том числе военного).
Юниты вооружённых сил составляют основу обороноспособности колонии. Военные силы можно разделить на юниты ближнего и дальнего боя, морские, левитирующие (используют антигравий) и воздушные (авиация). Все боевые соединения со временем могут быть модернизированы в ходе развития соответствующих совершенств (смотрите ниже).

#### Совершенства
В игре присутствуют так называемые «совершенства», являющиеся общими философиями, влияющими на прогресс цивилизации. Следуя этим совершенствам, можно получить доступ к «уникальным» юнитам и развивать вооружённые силы вообще. Кроме того, достижение определённых уровней каждого совершенства даёт различные бонусы «гражданского» характера. Каждое совершенство имеет 18 уровней развития. В зависимости от того, какое из совершенств является основным, меняются взаимоотношения с другими колониями, а также внешний вид лидера и городов фракции. Всего существует три совершенства: Гармония, Превосходство, Праведность. Одновременно колония может развивать все совершенства, извлекая выгоду из каждого.
Концепция «Гармонии» — забота об экологии, использование биотехнологий, стремление сохранить живую природу колонизируемой планеты и приручить их, отказ от традиций Старой Земли. Главная цель — установление ментальной связи с коллективным разумом биосферы планеты. Военные подразделения приобретают бионические формы и имеют зелёно-морские цвета с элементами фиолетового. Такой же цвет приобретают города и костюм лидера. В бою юниты могут использовать особенности местности и предпочитают работать разрозненно. По мере развития Гармонии становятся доступны уникальные военные юниты, для создания которых обязательно требуется изучение определённой технологии и некоторое количество ксеномассы (всего есть 4 типа таких бойцов). По достижении 15 уровня Гармонии можно создать проект «Цветок разума» (см. раздел Победа и промежуточные задания).
Основные принципы «Праведности» — неприятие местной флоры и фауны, почитание традиций Старой Земли, стремление переселить всех, кто остался на Земле в колонизируемый мир. Военные подразделения закованы в тяжёлую броню и имеют угловатую форму, часто украшены знаками отличия и имеют флаги и штандарты. При этом они окрашиваются в красные тона с элементами золотого, также как города и форма лидера. На поле боя юниты не способны использовать особенности ландшафта, но компенсируют это тяжёлым бронированием и вооружением. Для данного совершенства также предусмотрен ряд уникальных бойцов, требующих изучения соответствующих технологий и достижения определённого уровня Праведности; также нужны антигравий и титан. Всего существует 4 уникальных юнита. По достижении 15 уровня Праведности можно построить «врата исхода» (см. раздел Победа и промежуточные задания).
Философия Превосходства заключается в вере в технологический прогресс, отказе от традиций Старой Земли (привёдших по сюжету к глобальной катастрофе). А основная цель — вернуться на Землю и «освободить» человечество от тягот их примитивного существования и вывести на новый уровень. Военные подразделения — высокотехнологичные роботы, изящные и мобильные. Во время боя могут связываться между собой для лучшей координации действий, поэтому эффективнее работают в команде. Войска и здания в городах имеют заострённые формы и окрашены в чёрный цвет с элементами жёлтого. В таком же стиле выдержан костюм лидера. Как и другие совершенства, Превосходство имеет 4 типа уникальных военных юнитов, для создания которых нужно также изучить соответствующие технологии и обладать запасами фираксита. По достижении 15 уровня Превосходства можно построить «врата освобождения» (см. раздел Победа и промежуточные задания).

#### Инопланетяне
На любой из планет игрока встретят всевозможные местные формы жизни — инопланетяне. По смыслу они заменяют собой варваров из предыдущих игр серии. Все инопланетяне представляют собой исключительно животный мир, так и не развившийся в более цивилизованные формы. Встречаются как сухопутные особи, так и водоплавающие. В ходе игры инопланетяне могут доставить игроку немало неприятностей, так как многие из них имеют буйный нрав и любят заходить на территории колоний землян. Кроме того инопланетяне обладают коллективным разумом, поэтому, если игрок первым нападёт на одно существо или разорит их гнездо (за что получит значительную награду), все инопланетяне на всей карте разом повысят свой уровень агрессии по отношению к игроку (в особенности за гнездо). Наиболее опасны так называемые колоссы — гигантские существа, обладающие огромной разрушительной силой, с которыми могут справиться лишь боевые подразделения с уровнем развития не ниже среднего или уникальные юниты. Весьма уязвимы перед инопланетянами исследователи, поселенцы и торговые юниты, так как вынуждены далеко уходить от границ территории игрока.
Тем не менее, если игрок не будет атаковать инопланетян, то они не будут агрессивны. А, если же игрок построил недалеко от гнезда инопланетян свой город, то они вообще станут дружелюбными и полностью прекратят атаки на игрока (Их значки станут голубыми). Это значительно облегчит и возможность брать под контроль колоссов, не попав под атаку последних и даст тактические преимущества в ходе военных действий. Но, колоссы по-прежнему будут доставлять неудобства, так как автоматически "портят" улучшения клеток, если их ход закончился на этом улучшении. Даже если игрок взял колосса под контроль, тот по-прежнему будет грабить улучшения.
(Разумнее держать колоссов вблизи границ вдали от улучшений. Это не будет ограничивать их передвижения. К тому же не стоит недооценивать их возможность разрушать коммуникации врага не тратя лишних ходов)

#### Дипломатия
Лидеры разных экспедиций, также как и в предыдущих играх серии, могут выстраивать между собой взаимоотношения. В ходе дипломатических переговоров можно продавать и покупать имеющиеся ресурсы (полезные ископаемые, сельскохозяйственные продукты), энергию, науку, объявить войну или договориться об открытии границ, подписать договор о сотрудничестве или даже союзничестве. Также можно попросить другого лидера не строить новые поселения рядом с территорией игрока, не проводить там экспедиции, или даже осудить лидера (это испортит отношения, но не развяжет войну). Дипломатические отношения с одним лидером могут влиять на отношение к игроку других лидеров (вызвать симпатию или, наоборот, неприязнь).

#### Шпионаж
В игре присутствует и понятие шпионажа. Агенты (шпионы) становятся доступны после строительства национального чуда «Бюро разведки». Изначально шпионы находятся в Главном управлении, а для выполнения миссий их следует направить в какой-либо известный город. Агент может работать в двух направлениях: разведка (если направлен в город другой колонии) или вести контрразведывательную деятельность (если направлен в один из своих городов). В первом случае можно проводить операции, такие как похищение энергии и науки, саботаж или даже государственный переворот. Всего задания имеют 101 уровень сложности и 101 уровень риска; также есть понятие интриги, которое определяет уровень активности агентов в городе. Уровень интриги имеет 5 ступеней и повышается с каждым новым успехом того или иного агента, и чем выше интрига, тем более сложные задания можно выполнять в данном городе. В случае контрразведки агенты защищают города игрока от шпионов других колоний. За успешное выполнение задания или пресечение деятельности контрагента (вплоть до его убийства) агенты получают повышение от звания «новичок» до «спецагента». Если в ходе операции агента раскрывают, это может отразиться на дипломатических отношениях с данной колонией.

#### Победа и промежуточные задания
В игре есть пять способов достичь полной победы, но три из них зависят от избранной философии. Каждая колония получает четыре задания в начале игры с подробным описанием требований.
- «Трансцендентность» — игрок узнаёт, что планета является живым организмом и находит способ слиться с этим разумом. Только для последователей Гармонии.
- «Земля обетованная» — игрок возобновляет связь с Землёй и открывает портал к прародине, через который проходят множество поселенцев. Если игрок сумеет поселить их всех, то планета считается захваченной. Только для последователей Праведности.
- «Освобождение» — игрок возобновляет связь с Землёй и открывает портал, через который необходимо послать достаточно войск, чтобы захватить прародину и заставить всех людей следовать одной философии. Только для последователей Превосходства.
- «Контакт» — игрок совершает первый контакт с другой разумной расой и входит с ней в союз. Для всех.
- «Господство» — полное уничтожение всех других колоний. Для всех.

Кроме главных целей, игрок также получает ряд промежуточных заданий. Их выполнение обычно вознаграждается различными бонусами (например, бесплатная технология или уровень совершенства)

### ДополнениеRising Tide
Дополнение вносит в игру существенные изменения почти во всех аспектах. Теперь можно создавать плавающие города, способные передвигаться по морям и океанам осваиваемого мира (но к юнитам они не относятся). В отличие от наземных городов, водные не могут приобретать территорию благодаря культуре. Вместо этого, водный город захватывает новую территорию во время движения (прежняя территория при этом остаётся у игрока). Также добавлена система артефактов, которые могут быть обнаружены при археологических раскопках или уничтожении гнёзд местных форм жизни. Артефакты можно затем либо изучить поодиночке, получая одноразовые бонусы (обычно ресурсы или очки науки, энергии, здоровья и т. п.), либо три вместе, которые дают постоянные бонусы. Исследователи теперь могут проводить экспедиции на водных клетках, где попадаются и новые объекты, такие как затонувшие колонизационные корабли, посадочные челноки и др. Серьёзно изменена дипломатия: добавлены очки дипломатии, зарабатываемые игроками путём дипломатических сделок и строительства некоторых объектов, зданий и чудес в городах. Эти очки можно тратить на заключение соглашений с другими лидерами или улучшение четырёх личных умений лидера игрока. Появились понятия уважения и страха лидеров, управляемых искусственным интеллектом, по отношению к игроку (игрокам), которые влияют на уровень их «дружелюбия». Влиять на эти параметры можно, создавая чудеса, заключая дипломатические сделки с другими лидерами, развивая экономику, войска, территорию и другими способами. Кроме этого добавлены гибридные совершенства — смесь двух основных: Праведность + Гармония (цель — улучшение человека по существующим тенденциям), Гармония + Превосходство (смесь киборгизации и био-модификации), Превосходство + Праведность (кастовая система с резким делением между людьми и машинами, где люди — хозяева). Для каждой из них предусмотрены новые уникальные юниты (по аналогии с основными совершенствами) и новые варианты модернизации неуникальных боевых юнитов.
Также добавлены четыре новые фракции:
- Аль-Фалах (Ближний Восток и Северная Африка; лидер — Аршия Кишк; главная колония — Ард; преимущество в скорости городских процессов)
- ИНТЕГР (Германия; лидер — Лена Эбнер; главная колония — Вельтгейст; преимущество в более дешёвых дипломатических затратах)
- Северноморский Альянс (Великобритания и Скандинавия; лидер — Дункан Хьюз; главная колония — Глубинный Замок; преимущество в более скоростных и сильных водных городах)
- Чонсу (Корея; лидер — Хан Джемун; главная колония — Чонсан; преимущество в научном продвижении при успешных акциях шпионов и одном бесплатном шпионе)

## Разработка
Разработка игры была объявлена на Penny Arcade Expo 12 апреля 2014 года, где был показан ролик с запуском кораблей с умирающей Земли и строительство звездолёта.
Создание «паутины» технологий разработчики начали с исследования статьи об Alpha Centauri на Википедии, а затем ознакомились с изданиями, указанными в статье как источник вдохновения Брайана Рейнольдса (главного разработчика Alpha Centauri). События в игре происходят примерно через 200–300 лет в будущем, но разработчики используют современные нашей эпохе космические науки, вроде тех что послужили основой проектам компании SpaceX и продемонстрированы в документальном сериале «Космос: Пространство и время», чтобы создать свою версию далёкого будущего.
В начале 2015 года Firaxis Games объявила о разработке игры Sid Meier’s Starships, не входящей в серию Civilization, но использующей сюжет Beyond Earth, в которой лидерами являются те же персонажи и также присутствует понятие совершенств. Игры связаны между собой и тем, что достижения, заработанные в одной игре, дают те или иные бонусы в другой и наоборот через личный кабинет игрока в 2K Games.
18 мая 2015 года разработчики объявили о создании первого большого дополнения для игры под названием Rising Tide (рус. Прилив). В дополнении авторы добавили возможность колонизировать водные клетки и значительно изменили почти всю механику игры. Выпуск состоялся 9 октября  2015 года.

## Рецензии и оценки
| Сводный рейтинг       | Сводный рейтинг |
| Агрегатор             | Оценка          |
| --------------------- | --------------- |
| GameRankings          | 79,54 %         |
| Русскоязычные издания |                 |
| Издание               | Оценка          |
| PlayGround.ru         | 9,3/10          |
| Riot Pixels           | 70 %            |
| StopGame.ru           | Похвально       |
| «Игромания»           | 9,0/10          |
| «Игры Mail.ru»        | 9,0/10          |
| «Канобу»              | 7,5/10          |

| Сводный рейтинг | Сводный рейтинг |
| Агрегатор       | Оценка          |
| --------------- | --------------- |
| GameRankings    | 79,94 %         |

Большинство специализированных изданий поставило игре высокие баллы: по подсчётам GameRankings и Metacritic на основании нескольких десятков рецензий, игра заслужила среднего балла 79,54 % и 82% соответственно. В то же время оценки игроков оказались существенно ниже: 6,0 баллов по десятибалльной шкале, по данным Metacritic.
Летом 2018 года, благодаря уязвимости в защите Steam Web API, стало известно, что точное количество пользователей сервиса Steam, которые играли в игру хотя бы один раз, составляет 2 606 575 человек.